# Чо Мён Рок
Чо Мён Рок (12 июля 1928, Энса, Канкё-хокудо, Японская Корея — 6 ноября 2010, Пхеньян, КНДР) — северокорейский военачальник, первый заместитель председателя Государственного комитета обороны КНДР (с 1998 года), вице-маршал.

## Биография
С 1950 г. окончил школу ВВС и поступил на службу в Корейскую народную армию, участник Корейской войны, командовал батальоном, полком, дивизией.
- 1975—1977 гг. — командующий ПВО КНДР,
- 1977—1979 гг. — начальник политического управления ВВС, начальник штаба ВВС,
- 1979—1995 гг. — главнокомандующий ВВС КНДР.
- 1995—1998 гг. — начальник Главного политического управления Корейской народной армии, присвоено воинское звание вице-маршала.
- 1998-2010 г. — первый заместитель председателя Государственного комитета обороны КНДР.

Избирался членом ЦК, Политбюро и Президиума Политбюро ЦК ТПК. С февраля 1982 г. — депутат Верховного народного Собрания КНДР.
В октябре 2000 г. посетил США и встретился с президентом Биллом Клинтоном, был самым высокопоставленным представителем своей страны, побывавшим с государственным визитом в Соединенных Штатах Америки.